# Mølledys
Der Mølledys ist eine megalithische Grabanlage der jungsteinzeitlichen Nordgruppe der Trichterbecherkultur im Kirchspiel Draaby in der dänischen Kommune Frederikssund.

## Lage
Das Grab liegt südlich von Skoven und westlich des Strandvejen. In der näheren Umgebung gibt bzw. gab es zahlreiche weitere megalithische Grabanlagen.

## Forschungsgeschichte
1834 fand eine Grabung statt, bei der Funde geborgen wurden. 1862, 1873, 1874 und 1882 wurden Zeichnungen des Grabes angefertigt. In den Jahren 1873 und 1942 führten Mitarbeiter des Dänischen Nationalmuseums Dokumentationen der Fundstelle durch. Eine weitere Dokumentation erfolgte 1990 durch Mitarbeiter der Forst- und Naturbehörde. 2007 wurde das Grab durch Mitarbeiter des Nationalmuseums restauriert.

## Beschreibung

### Architektur
Die Anlage besitzt eine nordost-südwestlich orientierte ovale Hügelschüttung mit einer Länge von 20 m, einer Breite von 15 m und einer Höhe von 1,5 m. Eine steinerne Umfassung ist nicht erkennbar. Der Hügel enthält zwei Grabkammern, die als Ganggräber anzusprechen sind. Sie standen lange Zeit frei, bei der Restaurierung wurde aber Erde bis zur Unterkante der Decksteine angeschüttet.
Die erste Kammer ist nordost-südwestlich orientiert und hat einen rechteckigen Grundriss. Sie hat eine Länge von 4,6 m, eine Breite von 2,1 m und eine Höhe von 0,6 m. Die Kammer besteht aus drei Wandsteinen an der nordwestlichen und vier an der südöstlichen Langseite sowie je einem Abschlussstein an den Schmalseiten. Auf den Wandsteinen liegen drei Decksteine auf. In der Mitte der südöstlichen Langseite befindet sich der Zugang zur Kammer. Ihm ist ein nordwest-südöstlich orientierter Gang vorgelagert. Er hat eine Länge von 2,9 m und eine Breite von 0,8 m. Es sind vier Wandsteine und der innerste Deckstein des Gangs erhalten. Zwischen Gang und Kammer befand sich ein Türstein.
Unmittelbar nordöstlich befindet sich die zweite Kammer. Sie ist nordost-südwestlich orientiert und hat einen ovalen Grundriss. Sie hat eine Länge von 2,3 m, eine Breite von 2,1 m und eine Höhe von 1,6 m. Die Kammer besteht aus sechs Wandsteinen und zwei Decksteinen. In der Mitte der südöstlichen Langseite befindet sich der Zugang zur Kammer. Ihm ist ein nordwest-südöstlich orientierter Gang vorgelagert. Er hat eine Länge von 2,4 m und eine Breite von 0,9 m. Es sind zwei Wandsteinpaare des Gangs erhalten. Zwischen Gang und Kammer befindet sich ein Schwellenstein.
Die Zwischenräume der Kammersteine waren mit Trockenmauerwerk aus Steinplatten verfüllt. Dieses wurde bei der Restaurierung wieder hergerichtet. Fehlende Platten wurden durch neue ersetzt.

### Funde
1834 wurden in der südwestlichen Kammer eine Pfeilspitze, zwei Abschläge und ein Eisenklumpen gefunden. Die Pfeilspitze gelangte ins Dänische Nationalmuseum, die restlichen Funde sind verschollen.
In der nordöstlichen Kammer wurden ein Schleifstein, vier Feuerstein-Dolche, drei Abschläge und ein weiteres Steinwerkzeug gefunden. Der Schleifstein gelangte ins Dänische Nationalmuseum, die restlichen Funde sind verschollen.